# Zones protegides de Bhutan
A Bhutan hi ha 21 àrees protegides que ocupen uns 19.171 km², el 48% del territori. D'aquestes, 5 són parcs nacionals, 8 són corredors biològics, 4 són santuaris de la natura i 1 és una reserva estricta. A més hi ha 3 llocs Ramsar que cobreixen 1225 ha, i 23 AICA, que cobreixen 12.133 km².

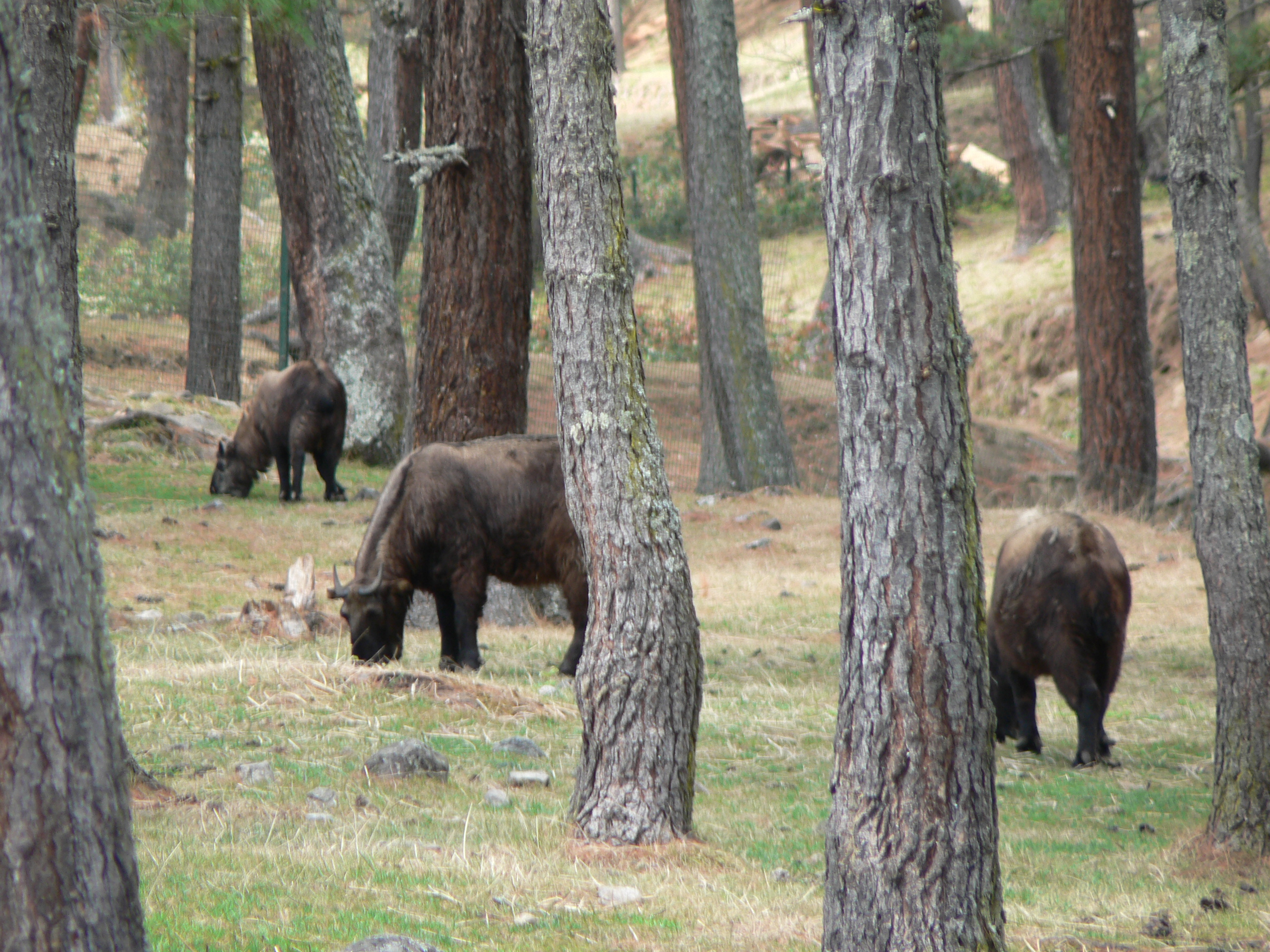
El taquin és l'animal nacional de Bhutan. Reserva de Motithang Takin.

Els parcs nacionals de Bhutan, creats des de 1960, cobreixen les parts nord i sud de país. A elles es van afegir des de 1993 altres sectors que cobreixen un total de 16.396 km², gestionats per la Bhutan Trust Fund.

## Parcs nacionals i reserves
- Parc nacional Jigme Dorji
- Parc nacional de Jigme Singye Wangchuck
- Parc nacional reial de Manas
- Parc nacional d'Thrumshingla
- Parc Centenari de Wangchuck

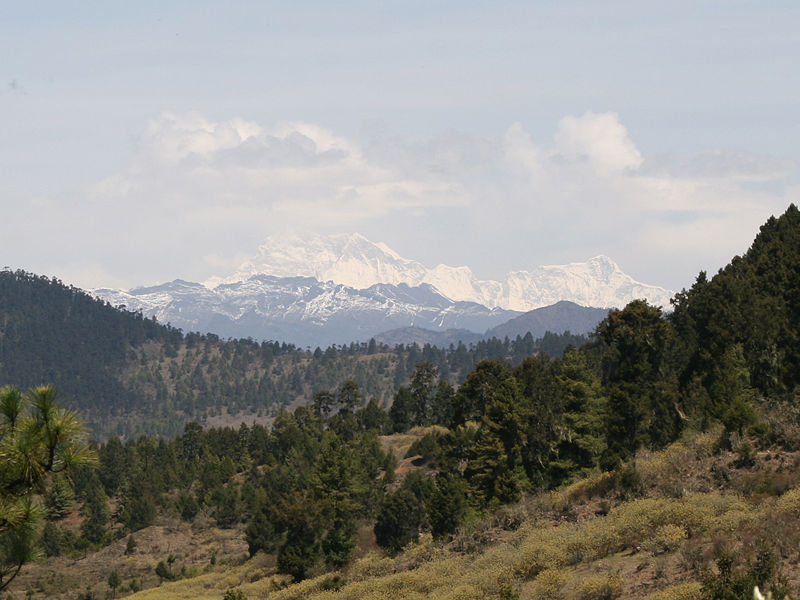
Bosc de coníferes en Bhutan

- Santuari de la naturalesa de Bumdeling, 1.520 km², conté el Santuari de la naturalesa de Kulong Chu, a nord-est de país. Entre 1.500 i 6.000 m, és una zona d'importància per a les aus (IBA), seu de la grua collnegra, el becadell de l'Himàlaia i la Prinia cinereocapilla. Conté també el lloc Ramsar de Bumdelin.[3][4]
- Santuari de la naturalesa de Jomotsangkha, 334 km², al sud, frontera amb Assam, Índia. Entre 400 i 2.200 m. Hi ha elefants i gaurs, entre altres espècies, com el tigre i el senglar nan. Dividit en dos boscos de fulla ampla, Khaling i Neoli.[5]
- Santuari de la naturalesa de Phibsoo, 270 km², a l'oest, a la frontera amb Bengala Occidental. Connectat amb el Parc nacional de Jigme Singye Wangchuck i amb el Parc nacional real de Manas formant un corredor ecològic que creua una carretera nacional. Entre 200 i 1.600 m. Únic a Bhutan per la presència de l'axis i l'arbre sal. Hi ha elefants, tigres de Bengala, gaurs, tres espècies del gènere Tor de peixos i possiblement dofí del Ganges.[6]
- Santuari de la naturalesa de Sakteng, 750 km². És l'ecosistema més oriental de Bhutan, part de l'ecoregió de bosc de coníferes subalpines de l'Himàlaia oriental,[7] amb espècies endèmiques com el pi blau de l'Himàlaia o de Bhutan, i la garsa Pica bottanensis. Es considera l'hipotètic lloc on hi viu el yeti.[8]
- Reserva natural estricta de Jigme Khesar, també Toorsa Strict Nature Reserve, cobreix 609 km² de boscos temperats a occident de país, entre 1.400 i 4.800 m, des de boscos de fulla ampla fins prats alpins, amb els petits llacs de Sinchulungpa. Hi ha 137 espècies d'arbres, 10 d'orquídies, 6 de bambú i 10 de falgueres.[9] A la zona hi ha panda vermell, cérvol mesquer de l'Himàlaia, tar de l'Himàlaia, pantera nebulosa i comú, i també prop de 5.000 iacs i ovelles.[10]
- Reserva de taquins de Motithang, amb una superfície de 34 ha. És un antic zoo convertit en reserva en 2005 al declarar-se el taquin animal nacional de Bhutan.[11]

## EspaisRamsar
- Bumdeling. Forma part del Santuari de la naturalesa de Bumdeling,[12] de 1.520 km², en una de les valls glaciars al nord-est de Bhutan. Hi ha una plana d'inundació on hi va haver arrossars fins a patir una sèrie d'inundacions del riu Kholong i els seus tres tributaris. Entre 1900 i 2000 m, és una zona relativament més càlida que els boscos de fulla caduca que l'envolten, d'Alnus nepalensis, aurons i bedolls. Hi ha unes 74 espècies d'aus, entre elles, la grua collnegra. Probablement la pantera de les neus, tigre, cuó i cérvol mesquer de l'Himàlaia.[13]

- Khotokha, compta amb 113,5 ha, situades al centre de Bhutan, a l'oest de les Muntanyes Negres, els aiguamolls de Khotokha són una de les fonts dels tributaris del riu Puna Tsang Chhu, que flueixen cap al sud i proporcionen aigua per als cultius de patates de la regió. Les torberes i els matolls subalpins són refugi d'espècies com la grua collegra, el cérvol mesquer de l'Himàlaia i el gos salvatge (Cuon alpines primaevus). Les grues conviuen amb els grangers en armonia.[14] 14

- Gangtey-Phobji. Superfície de 970 ha. Situat a les terres altes de centre de Bhutan, en una àmplia vall glacial recorregut pels rius Nakeychhu, Khewangchhu i altres. El tipus de vegetació és de prades obertes, herbassars, bambú, matolls i torberes. Grua collnegra, panda vermell, tigre i sambar.15